# シルウィウム
シルウィウム（ラテン語: Silvium）は、現在のイタリア、プーリア州のグラヴィーナ・イン・プーリアにある古代の遺跡。 
マグナ・グラエキアに属し、アッピア街道の最も重要な駅のひとつでもあった。現在はボトロマーニョ考古学公園の中にあり、園内に入ることで遺跡を訪れることができる。また、グラヴィーナ・イン・プーリアのエットレ・ポマリチ・サントマシ博物館や、ロンドンの大英博物館、ターラントの国立考古学博物館には、この地からの発掘品が数多く展示されている。かつてボトロマーニョの丘の上に建設されていたシルウィウムの中心部は、街の跡や墓所、花瓶のかけら（絵付きのものを含む）、舗装された道路、さらに水の確保のための井戸などの発見によって、かなりの発展度合いに達していたことが証明されている。 